# Канікули в Америці
«Канікули в Америці» («Vacanze in America») — італійська кінокомедія 1984 року, знята режисером Карло Ванціною на кіностудії «CG Silver Film».

## Сюжет
Смішні пригоди групи молодих італійців, що подорожують автобусом Америкою.

## У ролях
- Джеррі Кала: Пео Коломбо
- Крістіан Де Сіка: Родольфо да Чепрано, відомий як «Дон Буро»
- Клаудіо Амендола: Алессіо Лібераторе
- Антонелла Інтерленгі: Антонелла
- Едвіж Фенек: синьйора Де Романіс
- Джанмарко Тоньяцці: Філіппо де Романіс
- Джакомо Росселлі: Джанні Де Россі
- Ренато Моретті: дон Серафіно
- Фабіо Феррарі: Фуріо «Паппола» Піттільяні
- Фабіо Каміллі: маркіз Де Блазіо
- Паоло Бароні: Скарніччі
- Джанфранко Агус: Рокі
- Луїджі Уццо: Френк Лібераторе, дядько Алессіо
- Джордж Ошоба Дуроджайє: дворецький Омар
- Антоніо Спіннато: священик
- Джоланда Еггер: американська поліцейська
- Енцо Ліберті: батько Алессіо

## Знімальна група
- Режисер: Карло Ванціна
- Сценарій: Карло Ванціна, Енріко Ванціна
- Продюсери: Вітторіо Чеккі Горі, Маріо Чеккі Горі
- Оператор: Клаудіо Чірілло
- Композитор: Мануель Де Сіка
- Художник: Паола Коменчіні
- Костюми: Данта Ортона